# Condado de Buffalo (Nebraska)
O Condado de Buffalo (em inglês:  Buffalo County) é um dos 93 condados do estado norte-americano do Nebraska. A sede e maior cidade do condado é Kearney. Foi fundado em 1855.
O condado possui uma área de 2 526 km², dos quais 2 507 km² estão cobertos por terra e 19 km² por água, uma população de 46 102 habitantes, e uma densidade populacional de 18,4 hab/km² (segundo o censo nacional de 2010). É o quinto condado mais populoso do Nebraska.